# فرسان التغيير
حركة سياسية موريتانية كونها الضباط الذين قاموا بمحاولة الانقلاب عام 2003 في موريتانيا للإطاحة بنظام معاوية ولد سيدي أحمد الطايع وباءت بالفشل وأنسحاب المنقلبين وخروج بعضهم خارج موريتانيا.
ترأس هذه الحركة الرائد صالح ولد حننا وبعض الضباط الآخرين.